# Logan O’Connor
Logan O’Connor (* 14. August 1996 in Missouri City, Texas) ist ein kanadischer Eishockeyspieler US-amerikanischer Herkunft, der seit Juli 2018 bei der Colorado Avalanche in der National Hockey League (NHL) unter Vertrag steht. Mit dem Team gewann der rechte Flügelstürmer in den Playoffs 2022 den Stanley Cup.

## Karriere
Logan O’Connor wurde in Missouri City geboren, einem Vorort von Houston, als sein Vater Myles dort für die Aeros in der International Hockey League spielte. Anschließend kehrte die Familie in dessen Heimat Alberta zurück, wo Logan in seiner Jugend unter anderem in der Nachwuchsorganisation der Calgary Royals auflief. In der Folge kehrte der Flügelstürmer jedoch in die USA zurück, indem er sich den Sioux Falls Stampede aus der United States Hockey League (USHL) anschloss, der ranghöchsten Juniorenliga des Landes. Dort übernahm er in seiner zweiten Saison das Amt des Mannschaftskapitäns und führte das Team in den USHL-Playoffs zum Gewinn des Clark Cups. Zur Spielzeit 2015/16 wechselte er dann an die University of Denver, mit deren Pioneers er fortan am Spielbetrieb der National Collegiate Hockey Conference (NCHC) teilnahm, einer Liga innerhalb der National Collegiate Athletic Association (NCAA). In den folgenden Jahren gewann er mit den Pioneers deren jeweilige Meisterschaften, erst 2017 der gesamten NCAA sowie 2018 der NCHC.
Ohne zuvor in einem NHL Entry Draft berücksichtigt worden zu sein wurde O’Connor im Juli 2018 von der ebenfalls in Denver ansässigen Colorado Avalanche mit einem Einstiegsvertrag ausgestattet. Vorerst stand er für deren Farmteam, die Colorado Eagles, in der American Hockey League (AHL) auf dem Eis, debütierte für die Avalanche allerdings bereits im Dezember 2018 in der National Hockey League (NHL). Nachdem er dort im Folgejahr mehr Einsatzzeit erhalten hatte, etablierte er sich schließlich zur Saison 2020/21 im NHL-Aufgebot der Avalanche. In den Playoffs 2022 errang er mit dem Team den Stanley Cup.

## Erfolge und Auszeichnungen
- 2015 Clark-Cup-Gewinn mit den Sioux Falls Stampede
- 2017 NCAA-Division-I-Championship mit der University of Denver
- 2018 NCHC-Meisterschaft mit der University of Denver
- 2022 Stanley-Cup-Gewinn mit der Colorado Avalanche

## Karrierestatistik
Stand: Ende der Saison 2024/25
(Legende zur Spielerstatistik: Sp oder GP = absolvierte Spiele; T oder G = erzielte Tore; V oder A = erzielte Assists; Pkt oder Pts = erzielte Scorerpunkte; SM oder PIM = erhaltene Strafminuten; +/− = Plus/Minus-Bilanz; PP = erzielte Überzahltore; SH = erzielte Unterzahltore; GW = erzielte Siegtore; 1 Play-downs/Relegation; Kursiv: Statistik nicht vollständig)

## Familie
Sein Vater Myles O’Connor war ebenfalls Eishockeyspieler und bestritt in den 1990er Jahren unter anderem 43 NHL-Partien für die New Jersey Devils und die Mighty Ducks of Anaheim.